# 五旬節靳茂生小學
五旬節靳茂生小學（英語：Pentecostal Gin Mao Sheng Primary School）為基督教九龍五旬節會主辦的全日制津貼小學，創校於1986年。

## 簡介
1976年，九龍五旬節會購置上水馬會道72號3樓發展上水福音堂工作，後於1986年向政府申請主辦位於粉嶺璧峰路之小學，乃於九月開始將上水福音堂各項崇拜聚會遷入新址舉行，小學學生與家長歸信基督者眾，聚會人數倍增。
又於1999年獲教育署批核興辦，將五旬節靳茂生小學由上、下午校分拆成兩間全日制小學，校址為粉嶺同區暉明路．定名為五旬節于良發小學。

## 歷屆行政人員

### 校監
- 方榮康 先生[1]
- 黃達強 先生

### 校長

#### 上午校
- 梁國賢 先生[1]（1986年-1999年，後隨上午校分拆）

#### 下午校
- 潘易民 先生[1]

#### 全日
- 馬慶輝 先生

## 著名/傑出校友
- 劉國勳：民建聯成員，現任香港立法會議員（新界北），前香港北區區議會欣盛選區議員
- 梁浩強：現任北區青年協會執行委員
- 盧峻峯：香港男演員
- 陳至君：香港財經節目《智富通》主持、前now TV財經記者、DBC數碼電台主持
- 李威廉：前香港足球運動員、前香港足球代表隊成員及香港足球先生[2]
- 陳星妤：原名陳詩琪、又名陳聖瑜，無綫電視女藝人。

## 外部連結
- 五旬節靳茂生小學
- 五旬節靳茂生小學校友會 (下午校) （页面存档备份，存于）